# Гарольд Каммінгс
Гарольд Каммінгс (ісп. Harold Cummings, нар. 1 березня 1992, Панама) — панамський футболіст, захисник, фланговий півзахисник клубу «Шелаху».
Виступав, зокрема, за клуби «Арабе Унідо» та «Хуан Ауріч», а також національну збірну Панами.

## Клубна кар'єра
У дорослому футболі дебютував 2009 року виступами за команду клубу «Арабе Унідо», в якій провів один сезон, взявши участь у 22 матчах чемпіонату. Більшість часу, проведеного у складі «Арабе Унідо», був основним гравцем команди.
Своєю грою за цю команду привернув увагу представників тренерського штабу клубу «Рівер Плейт» (Монтевідео), до складу якого приєднався 2011 року. Не провів у складі команди з Монтевідео жодного матчу і через рік повернувся до клубу «Арабе Унідо». Цього разу провів у складі його команди один сезон. Граючи у складі «Арабе Унідо» також здебільшого виходив на поле в основному складі команди.
З 2014 року перебуває в оренді захищаючи кольори команди клубу «Хуан Ауріч», а наступного сезону кольори «Санта-Фе».
З 2016 року орендований клубом «Алахуеленсе». Відтоді встиг відіграти за коста-риканську команду 24 матчів в національному чемпіонаті.
Надалі захищав кольори команд «Сан-Хосе Ерсквейкс», «Уніон Еспаньйола», «Олвейс Реді» та інших.

## Виступи за збірні
Протягом 2010—2011 років залучався до складу молодіжної збірної Панами. На молодіжному рівні зіграв у 9 офіційних матчах.
2010 року дебютував в офіційних матчах у складі національної збірної Панами. Наразі провів у формі головної команди країни 45 матчів.
У складі збірної був учасником Золотого кубка КОНКАКАФ 2011 року в США, Золотого кубка КОНКАКАФ 2013 року в США, де разом з командою здобув «срібло», Золотого кубка КОНКАКАФ 2015 року в США і Канаді, на якому команда здобула бронзові нагороди, Кубка Америки 2016 року в США.

## Титули і досягнення
- Чемпіон Панами (5): 2009А, 2010К, 2012А, 2015К, 2015А
- Володар Південноамериканського кубка (1): 2015
- Переможець Суперліги Колумбії (1): 2015

Збірні
- Срібний призер Золотого кубка КОНКАКАФ: 2013
- Бронзовий призер Золотого кубка КОНКАКАФ: 2015